# دون برودي
دون برودي (بالإنجليزية: Don Brodie)‏ هو ممثل أمريكي، ولد في 29 مايو 1899 بسينسيناتي في الولايات المتحدة، وتوفي في 8 يناير 2001 بلوس أنجلوس في الولايات المتحدة.

## أعمال

### أفلام
- (1936) تعال وخذها
- (1937) قباطنة شجعان
- (1940) الديكتاتور العظيم[6][7]
- (1940) إيقاع على النهر
- (1940) بينوكيو[8][9][10]
- (1942) كبرياء اليانكيز
- (1950) يوم في المدينة

## وصلات خارجية
- دون برودي على موقع IMDb (الإنجليزية)
- دون برودي على موقع ألو سيني (الفرنسية)
- دون برودي على موقع أول موفي (الإنجليزية)
- دون برودي على موقع قاعدة بيانات الأفلام السويدية (السويدية)
- دون برودي على موقع قاعدة بيانات الفيلم (الإنجليزية)
- دون برودي على موقع كينوبويسك (الروسية)